# Gran Premio Bruno Beghelli 2015
Il Gran Premio Bruno Beghelli 2015, ventesima edizione della corsa e valevole come evento dell'UCI Europe Tour 2015 categoria 1.HC, si svolse l'11 ottobre 2015 su un percorso di 196 km. La vittoria fu appannaggio dell'italiano Sonny Colbrelli che terminò la gara in 4h36'11", alla media di 42,58 km/h, precedendo i connazionali Manuel Belletti e Roberto Ferrari.
Sul traguardo di Monteveglio 92 ciclisti portarono a termine la competizione.

## Squadre partecipanti
| N.    | Cod. | Squadra                      |
| ----- | ---- | ---------------------------- |
| 1-7   | LAM  | Lampre-Merida                |
| 11-18 | CCC  | CCC Sprandi Polkowice        |
| 21-28 | ALM  | AG2R La Mondiale             |
| 31-38 | TSV  | Topsport Vlaanderen-Baloise  |
| 41-47 | BSE  | Bretagne-Séché Environnement |
| 51-58 | CJR  | Caja Rural-Seguros RGA       |
| 61-68 | ROP  | Roompot Oranje Peloton       |
| 71-78 | AND  | Androni Giocattoli-Sidermec  |
| 81-88 | BAR  | Bardiani-CSF                 |
| 91-98 | RVL  | RusVelo                      |

| N.      | Cod. | Squadra                    |
| ------- | ---- | -------------------------- |
| 101-108 | STH  | Southeast Pro Cycling Team |
| 111-118 | NIP  | Nippo-Vini Fantini         |
| 121-128 | COL  | Colombia                   |
| 131-138 | MTN  | MTN-Qhubeka                |
| 141-148 | AZT  | D'Amico-Bottecchia         |
| 151-157 | MGV  | MG.Kvis Vega               |
| 161-168 | UNI  | Unieuro-Wilier             |
| 171-177 | IDE  | Team Idea 2010 ASD         |
| 181-188 | GMC  | GM Cycling Team            |

## Ordine d'arrivo (Top 10)
| Pos. | Corridore          | Squadra    | Tempo    |
| ---- | ------------------ | ---------- | -------- |
| 1    | Sonny Colbrelli    | Bardiani   | 4h36'11" |
| 2    | Manuel Belletti    | Southeast  | s.t.     |
| 3    | Roberto Ferrari    | Lampre     | s.t.     |
| 4    | Simone Ponzi       | Southeast  | s.t.     |
| 5    | Leonardo Duque     | Colombia   | s.t.     |
| 6    | Eduard Prades      | Caja Rural | s.t.     |
| 7    | Matteo Montaguti   | AG2R       | s.t.     |
| 8    | Maurits Lammertink | Roompot    | s.t.     |
| 9    | Oscar Gatto        | Androni    | s.t.     |
| 10   | Pierpaolo De Negri | Nippo      | s.t.     |